# Josiah Gatlyn
Josiah Gatlyn é um skatista profissional estadunidense que atualmente é patrocinado pela Stereo e é muito reconhecido pelos seus vídeos, tais como The Berrics Recruits e Josiah Gatlyn Welcome Video.